# Limbo of the Lost
Limbo of the Lost è una avventura grafica per Microsoft Windows, realizzata da Majestic Studios nel 2007.
Il videogioco venne inizialmente sviluppato per Atari ST e in seguito per Amiga 500 nella prima metà degli anni novanta. Poco dopo la pubblicazione fu ritirato dal commercio dal produttore, a causa delle accuse di plagio mosse nei confronti degli sviluppatori. Nel videogioco sono infatti presenti elementi audiovisivi che richiamano, o sono addirittura copiati, altri videogiochi quali The Elder Scrolls IV: Oblivion, Thief: Deadly Shadows, Diablo 2 e Painkiller.

## Trama
La trama segue le avventure di Benjamin Briggs, capitano della nave Mary Celeste.